# Последний Лавкрафт: Реликвия Ктулху
«Последний Лавкрафт: Реликвия Ктулху» (англ. The Last Lovecraft: Relic of Cthulhu) — комедийный фильм ужасов 2009 года Генри Сэйна о последнем живом родственнике писателя Говарда Филлипса Лавкрафта. Премьера фильма состоялась на кинофестивале Slamdance Film Festival; он был показан на MPI Media. Международная премьера состоялась в августе 2010 года на пятом ежегодном кинофестивале After Dark в Торонто на Dark Sky Films MPI. Позже он был выпущен на DVD в октябре 2010 года.

## Сюжет
Джефф Филипс работает в колл-центре и не видит перспектив для карьеры. Однажды, его посещает профессор Лейк, член тайного общества, который сообщает, что Джефф — потомок Лавкрафта и ему предстоит хранить важную реликвию. По легенде, если все части реликвии соединятся, когда звезды сойдутся, то затонувший город Р’льех поднимется из моря, и демоническое существо Ктулху пробудится и нападёт на ничего не подозревающий мир.
На дом Джеффа нападают сектанты и «глубинные», но он сбегает со своим другом Чарли, художником комиксов. Последователи культа Ктулху преследуют их. Джефф заручается поддержкой старого школьного друга Пола, знатока «Мифов Ктулху». Втроём они отправляются в пустыню в поисках капитана Олафа, который сталкивался с культом. В конце концов, члены культа настигают их в дороге. В спешке Джефф и Чарли теряют реликвию, и её забирают сектанты. Вскоре Ктулху начинает обретать силы, — что причиняет мучительную боль всем людям, кроме Джеффа, поскольку он последний в роду Лавкрафта. Ктулху уже готовится покинуть подводную тюрьму, но Джефф уничтожает реликвию и спасает мир.
Некоторое время спустя мы видим, как Чарли раздаёт автографы к выходу своей новой книги комиксов о своих приключениях с Джеффом. Он убеждает юного недоверчивого фаната комиксов, что история правдивая. В этот миг заходит Джефф с древней картой, на которой указаны другие артефакты, что они должны отыскать. Теперь они должны отправиться в Антарктику к Хребтам Безумия.

## В ролях
- Кайл Дэвис — Джефф
- Девин Макгинн — Чарли
- Барак Хардли — Пола
- Грегг Лоуренс — капитан Олаф
- Итан Уайлд — Звездноое Отродье
- Эдмунд Липински — профессор Лейк
- Мэтт Бауэр — Глубоководный
- Хонор Блисс — мисс Ромин
- Мартин Старр — Кларенс
- Ричард Риле — мистер Снодграсс